# Ehrenfriedhof für die Toten der Cap Arcona- und Thielbek-Katastrophe

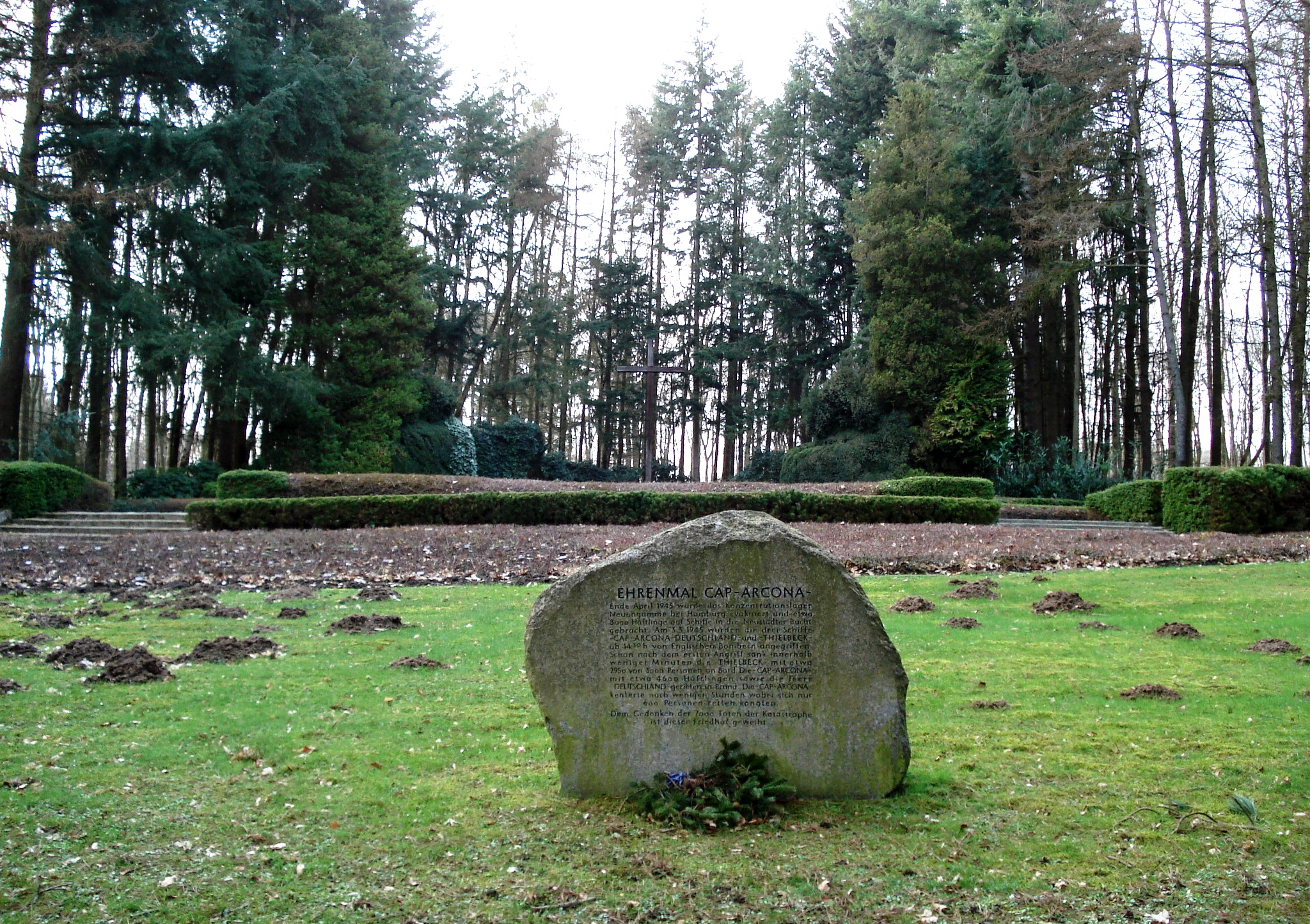
Ansicht des Ehrenfriedhofs mit Gedenkstein

Der Ehrenfriedhof für die Toten der Cap Arcona- und Thielbek-Katastrophe bei Haffkrug-Gronenberg-Neukoppel (Gemeinde Scharbeutz im Kreis Ostholstein in Schleswig-Holstein) ist ein Ehrenfriedhof, auf dem 1.128 Opfer des Untergangs der Cap Arcona und Thielbek am 3. Mai 1945 bestattet sind. 

## Lage

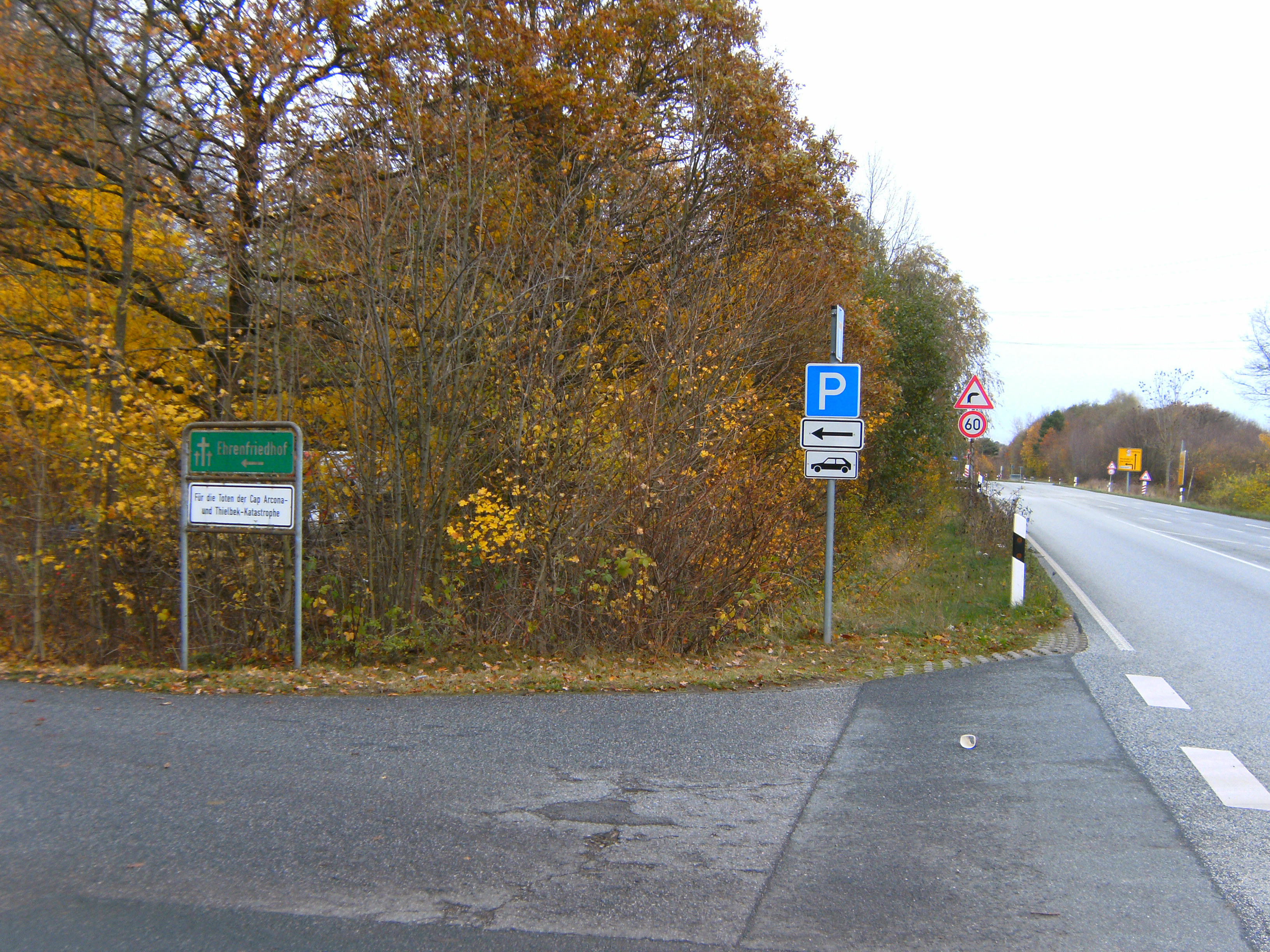
Zufahrt zum Parkplatz des Ehrenfriedhofs der Cap Arcona und Thielbeck-Katastrophe

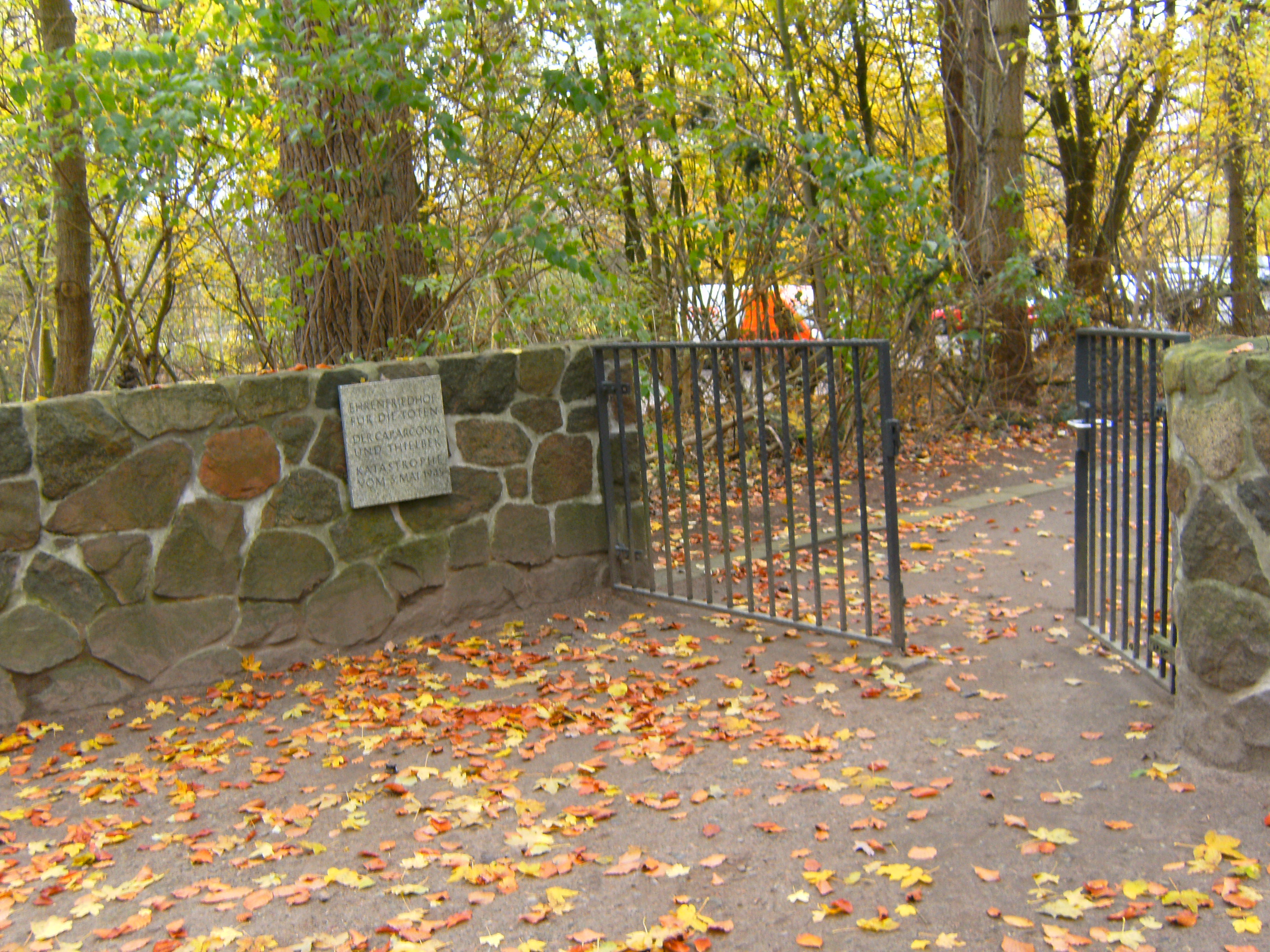
Seitlicher Eingang zum Ehrenfriedhof der Cap Arcona und Thielbeck-Katastrophe

Der Friedhof liegt versteckt, von außen kaum erkennbar, in einem kleinen Waldstück bei der Abfahrt 15 (Eutin) der A 1 von Lübeck Richtung Neustadt in Holstein. Ausgehend von der Seebrücke Haffkrug über die Bahnhofstraße, den Bahnhof Haffkrug liegt der Parkplatz des Friedhofs unmittelbar nach der Autobahnauffahrt 15 (Eutin). Vom Parkplatz aus führen zwei seitliche Eingänge auf den Friedhof. Die auf leicht ansteigendem Gelände befindliche Anlage ist in West-Ost-Richtung angelegt und läuft in Dreiecksform terrassenförmig auf ein Hochkreuz zu.

## Die Toten

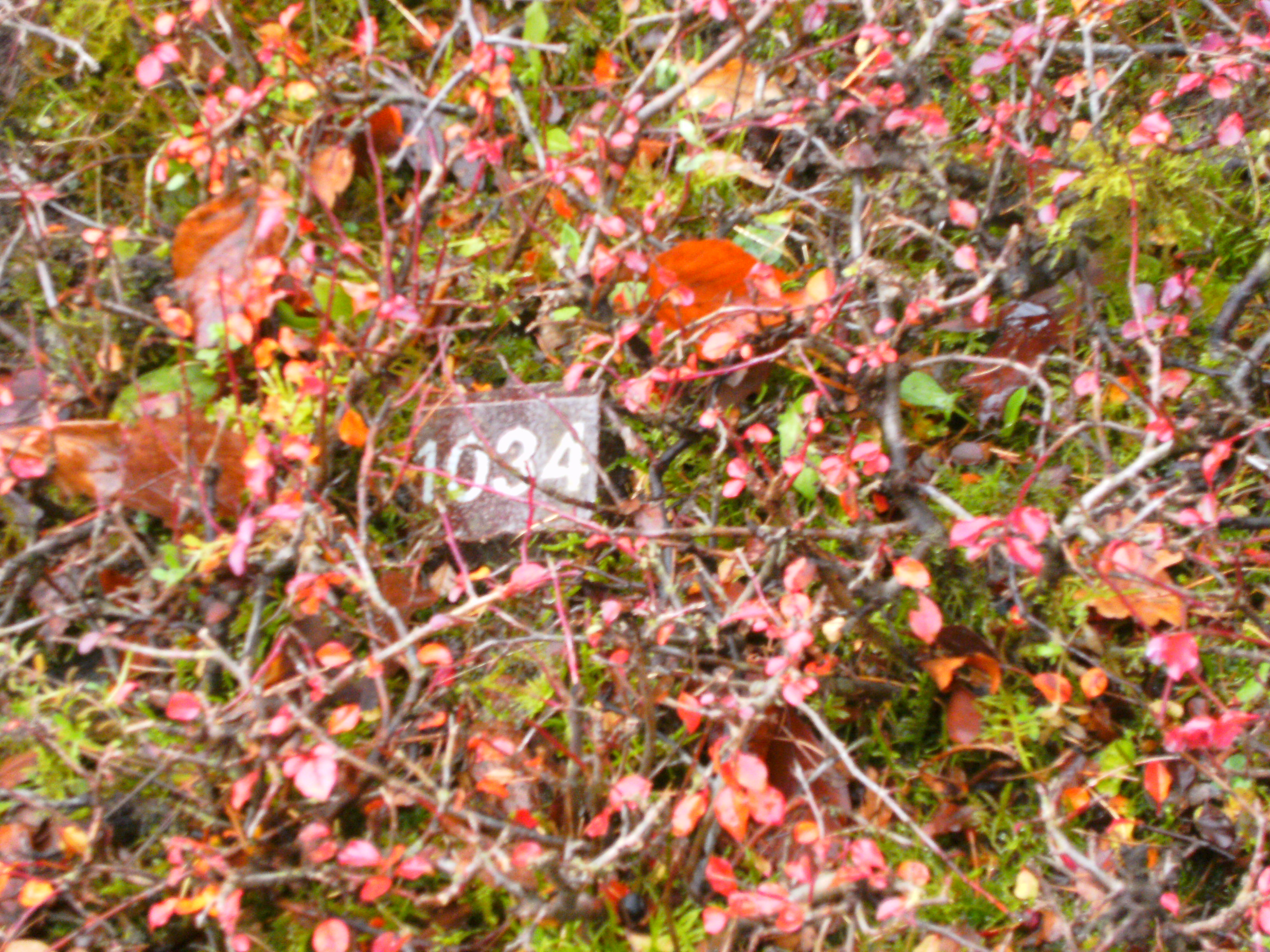
Grabkennzeichnung, hier Grab 1034, auf dem Ehrenfriedhof Cap Arcona in Haffkrug.

Aus den Konzentrationslagern Neuengamme, Stutthof bei Danzig und dem Auschwitzer Nebenlager Fürstengrube wurden ab Mitte April 1945 die Häftlinge in Todesmärschen und in Güterwaggons in den Ostseeraum gebracht. Einer der Todesmärsche war der KZ Fürstengrube-Todesmarsch. Die 9.000 Insassen des KZ Neuengamme wurden am 20. April 1945 zu Fuß und in Güterwagen in den Vorwerker Industriehafen in Lübeck und von dort mit beschlagnahmten Zubringerschiffen in die Schiffe in der Neustädter Bucht gebracht. In der Neustädter Bucht wurden die Häftlinge in den Schiffen Cap Arcona (4.200 Gefangene aus dem KZ Neuengamme), Athen (2.000 Gefangene) und Thielbek (2.800 Gefangene aus dem KZ Stutthof) und in kleineren Booten (1.600 Häftlinge) eingesperrt. Gefangene von der Thielbek konnten sich noch vor der Bombardierung an Land retten, wurden dort aber von SS und Volkssturm erschossen. In den Tagen nach der Bombardierung vom 3. Mai 1945 trieben die Leichen an den Stränden der Lübecker Bucht von Grube bis zur Insel Poel an, darunter auch in Sierksdorf, Haffkrug und Scharbeutz, und wurden an mehreren Orten beigesetzt. 
Der Internationale Suchdienst (ITS) in Arolsen besitzt Unterlagen zu den Grablagen von Geborgenen und verwahrt Effekten der Opfer.

## Der Friedhof
Der Friedhof wurde 1950 als Sammelfriedhof für die Toten der Cap Arcona Katastrophe im Bereich der Lübecker Bucht angelegt. Er liegt in einem Buchenwald mit freiem Blick auf den Ort der Bombardierung der Schiffe. Der Ehrenfriedhof von Scharbeutz (auch Ehrenfriedhof Haffkrug-Neukoppel) ist mit 1.128 von etwa 8.000 Opfern der größte der Cap-Arcona-Friedhöfe. Der Friedhof wurde durch Verkehrsführungen um ihn herum zur Enklave. Anfang der 1960er-Jahre wurde tangierend die Bundesautobahn 1 gebaut, später die Zu- und Abfahrten der Anschlussstelle Eutin zur Bundesstraße 76. Es ist noch ungewiss, ob die Verkehrsführung der Güterbahn zur Fehmarnbelt-Querung zu weiterer Isolierung des Friedhofsgeländes führt.

## Gräberfelder

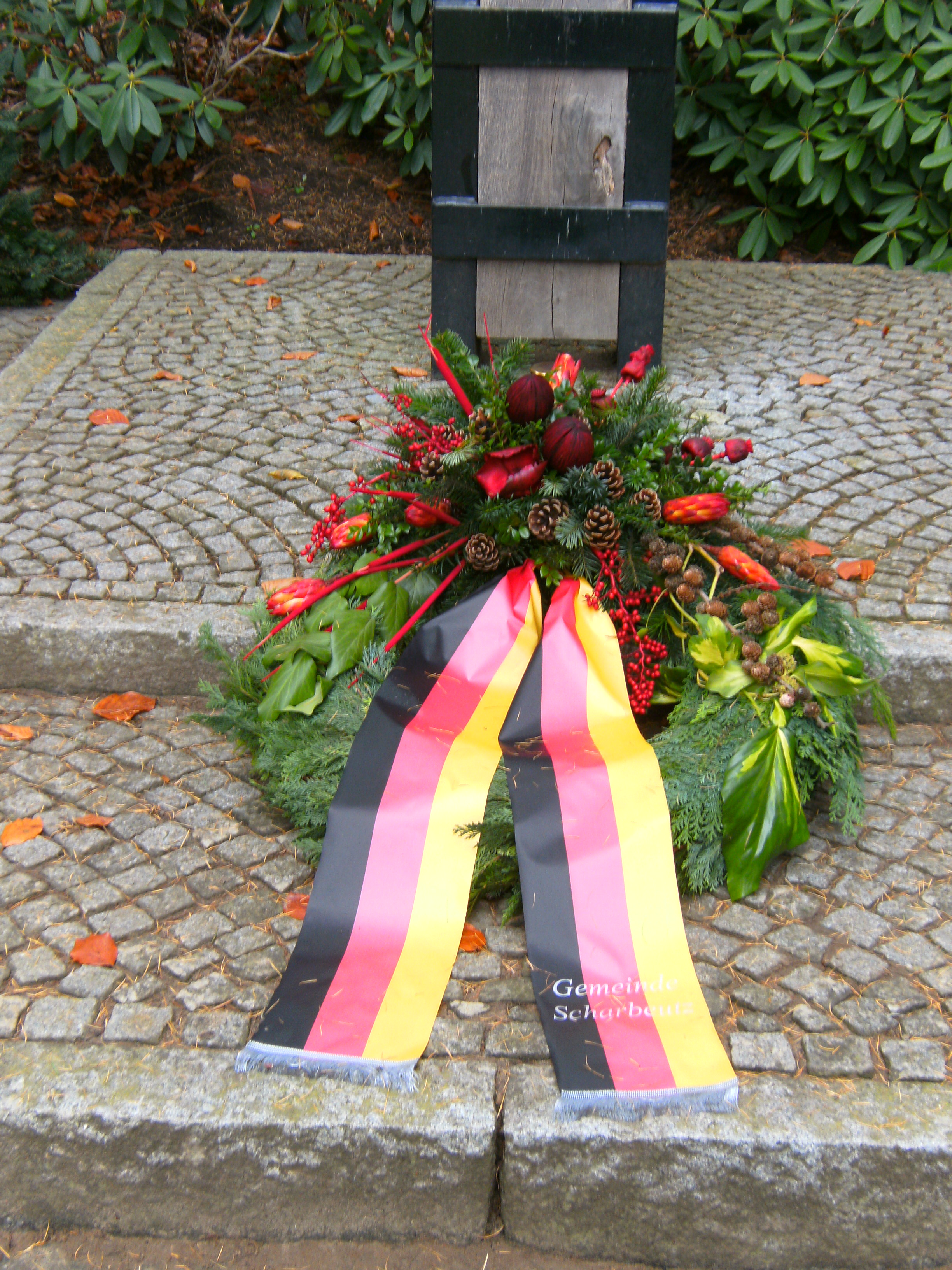
Kranz am Hochkreuz im Gedenken an die Opfer durch die Gemeinde Scharbeutz

### Gestaltung

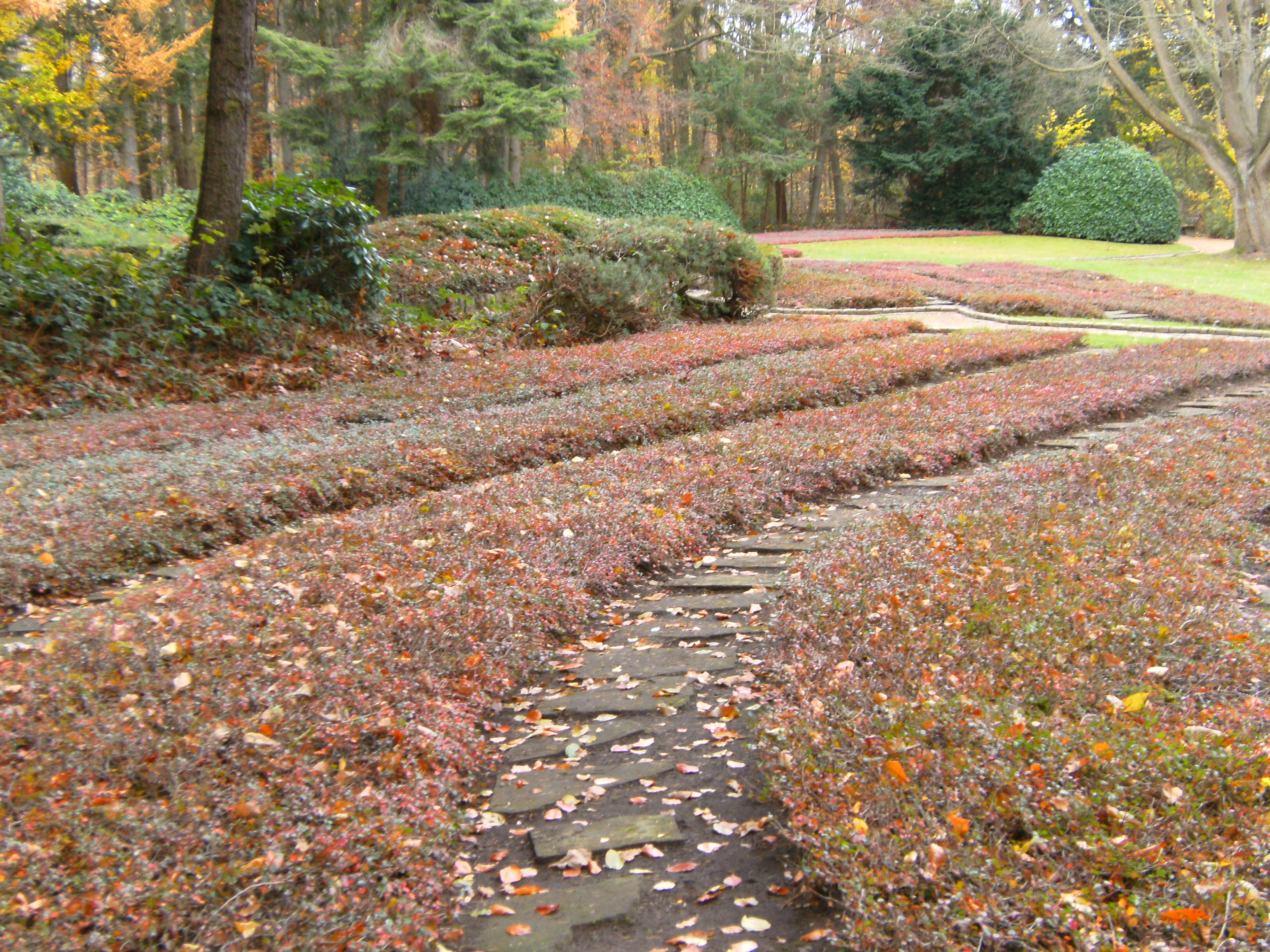
Die Gräberreihen auf dem Ehrenfriedhof

Der Eingang im Norden führt auf den am östlichen Rand gelegenen Hauptweg. In der Mitte der Anlage erinnert ein Gedenkstein am Rande des Weges an die Geschehnisse des Unterganges der Cap Arcona und Thielbek. Vom Hauptweg führen zwei Wege durch die Reihen der Gräber (fünf Reihen im Süden, vier Reihen in der Mitte, drei Reihen im Norden) zu dem im Westen der Anlage stehenden hohen, schlichten Kreuz aus Holzbalken. Das Kreuz steht am westlichen Ende der Anlage am Rande der Rasenfläche, in der sich der zentrale Gedenkstein für die Opfer befindet.

### Zubettungen
Im Jahr 1954 wurden einige 100 Opfer vom Friedhof Sierksdorf für die Opfer der Cap-Arcona-Katastrophe, der neben dem Hotel Seehof lag, nach Haffkrug umgebettet.

## Denkmal für polnische Zwangsarbeiter

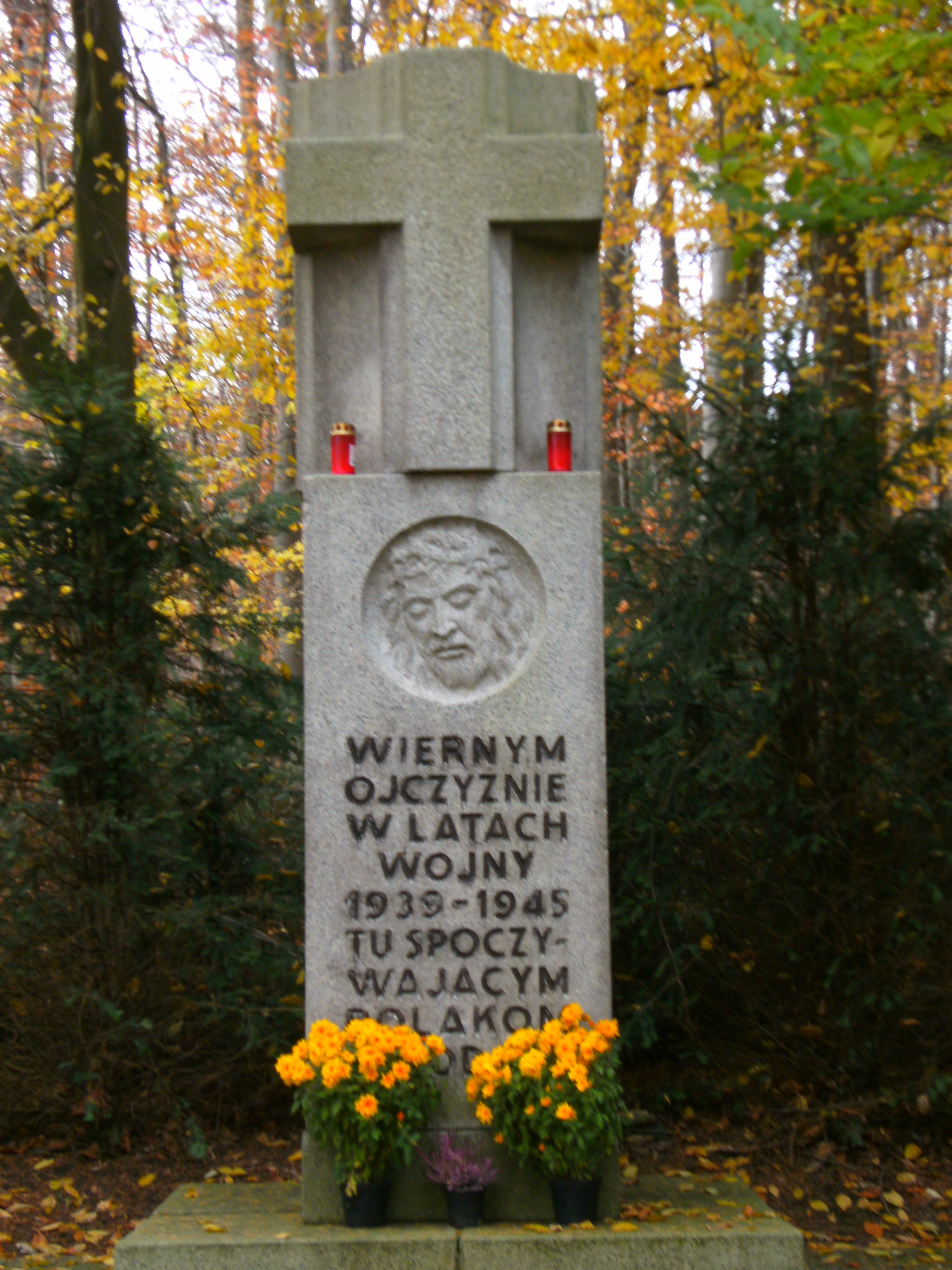
Denkmal für polnische Zwangsarbeiter

Im Süden der Anlage befindet sich am Ende des Hauptweges ein Mahnmal mit einer Inschrift in polnischer Sprache zur Erinnerung an polnische Zwangsarbeiter. Es befand sich ursprünglich auf dem Parkfriedhof Eichhof in Kronshagen und wurde in den 1960er-Jahren im Zusammenhang mit einer dort durchgeführten Exhumierung eines Massengrabs auf den Ehrenfriedhof überführt.
Text auf dem polnischen Mahnmal: „Treu dem Vaterland in den Jahren des Krieges 1939–1945 – den hier ruhenden Polen – Die Landsleute“.

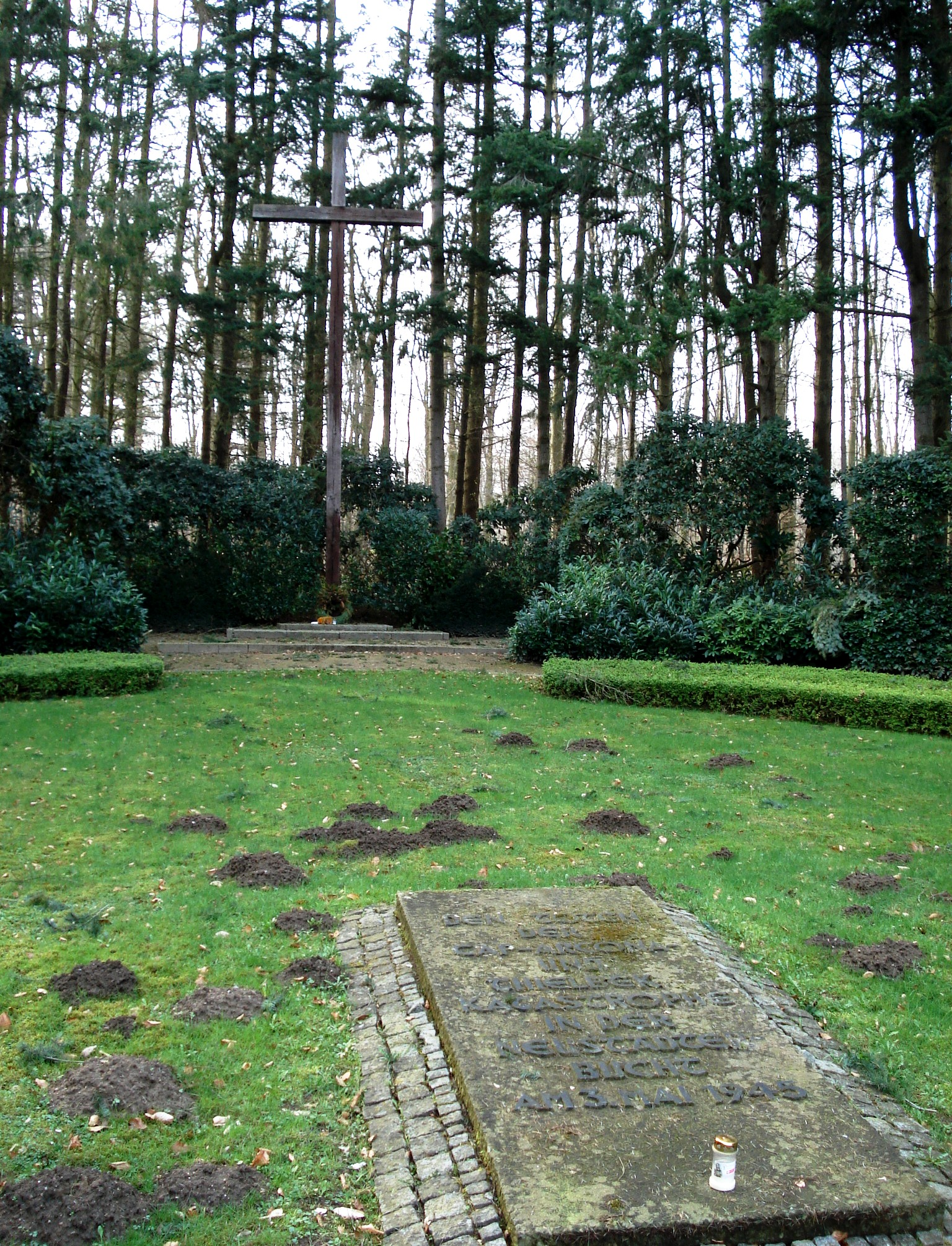
Kreuz des Ehrenfriedhofs mit Gedenkstein
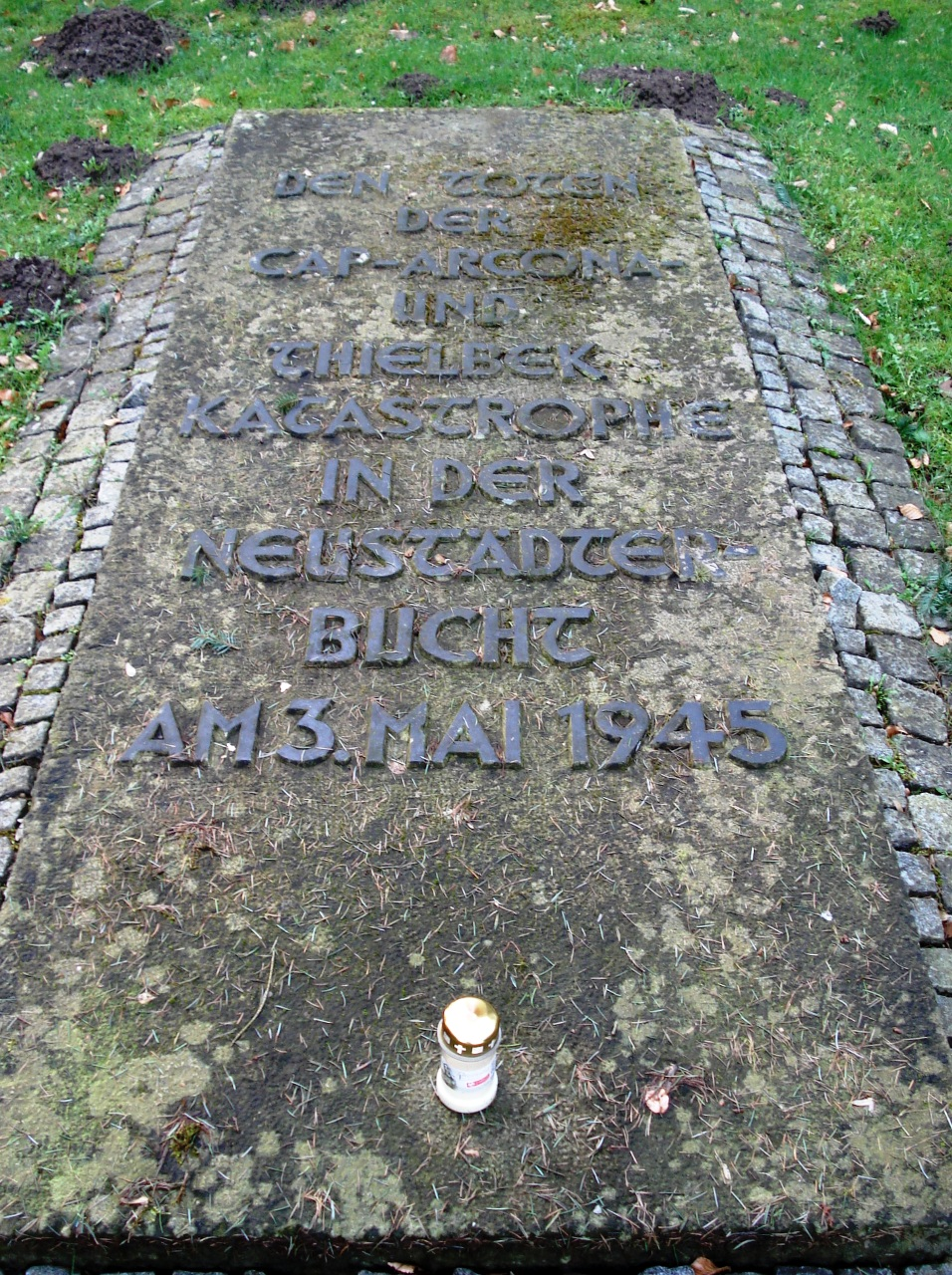
Text auf der Gedenkplatte
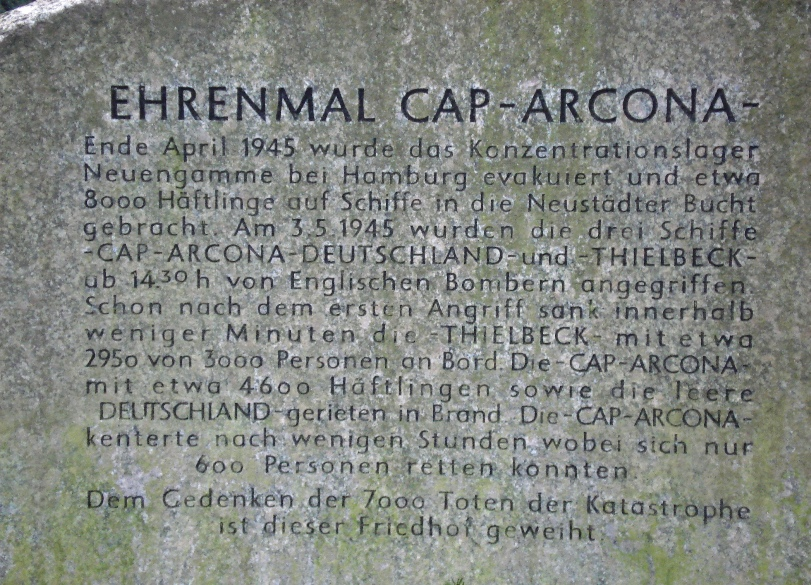
Text auf dem Gedenkstein
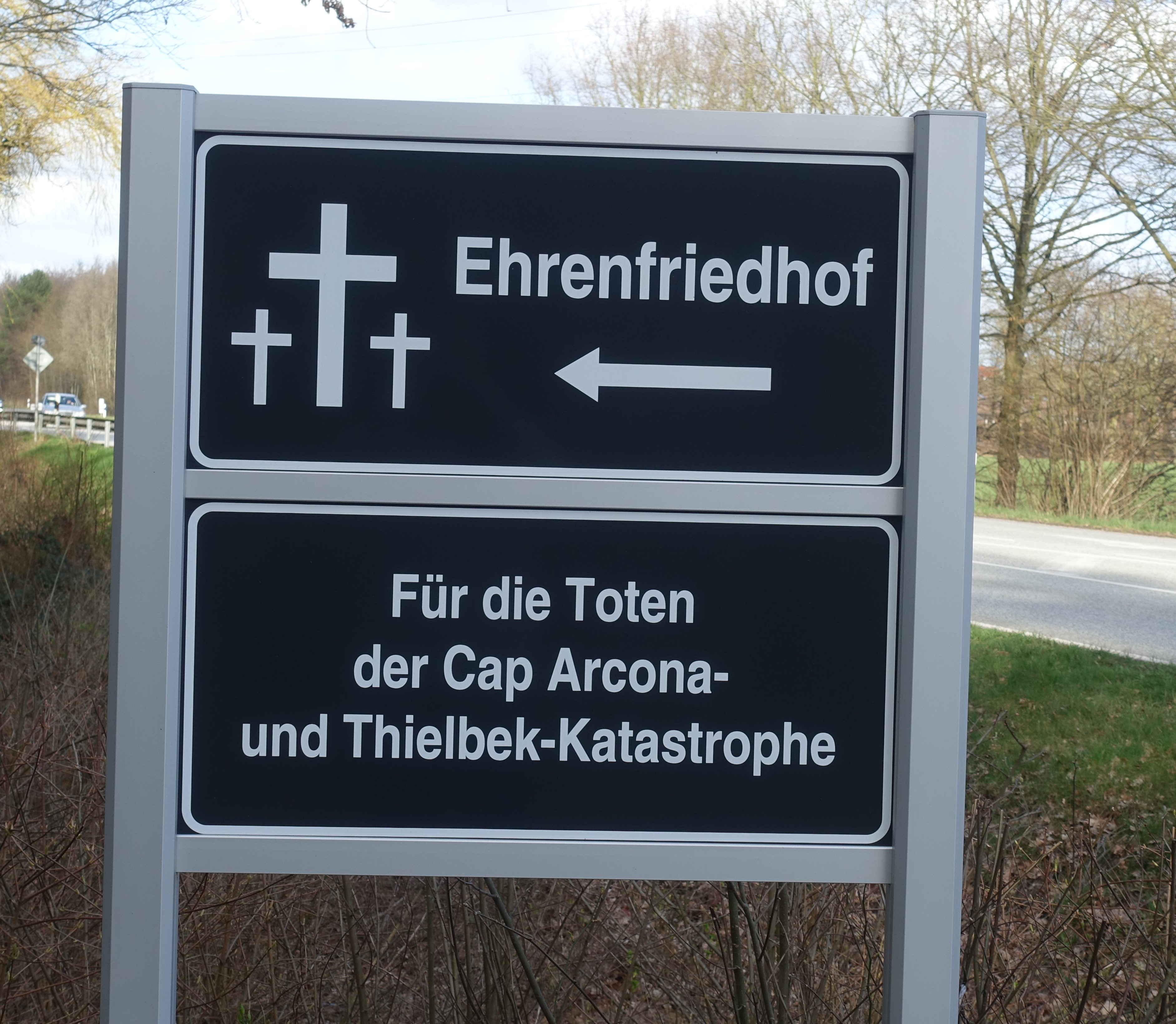
Hinweisschild auf den Ehrenfriedhof

## Weitere Friedhöfe entlang der Lübecker Bucht
Siehe Friedhöfe mit Opfern der Cap Arcona Katastrophe rund um die Lübecker Bucht